# هجوم عفرين (يناير–مارس 2018)
هجوم عفرين (يناير–مارس 2018) كان عملية عسكرية شنّها الجيش التركي والفصائل التابعة له ضد قوات سوريا الديمقراطية في منطقة عفرين شمال غربي سوريا، كمرحلة أولية من العملية التي سُمّيت عملية غصن الزيتون. بعد نهاية العمليات العسكرية، سجّلت الأمم المتحدة 150،000 لاجئًا كرديًا في مخيمات تل رفعت. وقدّر المرصد السوري لحقوق الإنسان مجموع الذين هُجِّروا بـ 300،000 شخص. بحلول أيار/مايو من نفس العام، قدّر المرصد أن 40,000 مستوطن قد نُقلوا إلى عفرين مكان السكان الأصليين، بعضهم من المهجّرين من الغوطة الشرقية في ريف دمشق، لكن معظمهم من عائلات الميليشيات العربية والتركمانية التابعة للاحتلال التركي.

## الهجوم

### التقدم المبدئي لتركيا والجيش الحر المدعوم منها
أعلنت الحكومة التركية بدء الهجوم في 19 يناير 2018، وذكر وزير الدفاع التركي نور الدين جانيكلي: «بدأت العملية فعليا بالقصف عبر الحدود.» وأضاف أنه لم تعبر أي قوات إلى عفرين. وكثفت تركيا قصفها في وقت لاحق، في حين ذكرت وحدات حماية الشعب أن 70 قذيفة أُطلقت بين عشية وضحاها. بعد أيام من القصف، قامت الطائرات المقاتلة التركية في 20 يناير 2018 بضربات جوية على المنطقة الحدودية مستهدفة المواقع التي تحتلها مجموعات حزب الاتحاد الديمقراطي ووحدات حماية الشعب.
أفادت وسائل الإعلام التركية أن 20 حافلة تحمل مقاتلي المعارضة السورية المدعومين من تركيا قد عبرت إلى سوريا عبر معبر أونجوبينار الحدودي. وذكر مصور فوتوغرافي من وكالة الأنباء الفرنسية أن 30 حافلة تحمل مقاتلين سوريين عبرت أيضا معبر جيلفيغوزو الحدودي.
في 20 يناير، أفادت وكالة أنباء هاوار الموالية لحزب الاتحاد الديمقراطي بأن مقاتلين من جيش الثوار في كانتون شهبة ألحقوا أضرارا بصفوف الجيش الوطني السوري المدعوم من تركيا عندما قتلوا 4 من مقاتلي الجيش الوطني السوري وأصابوا 5 آخرين بجروح، ردا على القصف الأخير بمدافع الهاون والمدفعية للمناطق المدنية. وأطلقت قوات حماية الشعب الصورايخ على مدينتي كلس والريحانية الحدوديتين التركيتين، حيث أفادت التقارير بمقتل مدني واحد على الأقل بين عدد من الجرحى. وأعلنت تركيا أن غاراتها الجوية أصابت 150 هدفا في عفرين.
أعلنت هيئة الأركان العامة التركية في بيان نشرته على موقعها على الإنترنت، أن الهدف من المهمة هو «إرساء الأمن والاستقرار على حدودنا ومنطقتنا، والقضاء على إرهابيي حزب العمال الكردستاني/اتحاد مجتمعات كردستان/حزب الاتحاد الديمقراطي–وحدات حماية الشعب وتنظيم الدولة الإسلامية.» في 21 يناير 2018، ذكرت وسائل الإعلام الحكومية التركية أن القوات البرية التركية قد بدأت في التحرك إلى عفرين. وتقدمت حتى 5 كيلومتر (3.1 ميل) في الأراضي. وأفاد المرصد السوري لحقوق الإنسان أن القوات التركية اشتبكت مع الميليشيات الكردية على الحدود الشمالية والغربية لعفرين ودخلت مدينتي شنكل وأدة مانلي غرباً.
بحلول 22 يناير 2018، أعلنت القوات التركية الاستيلاء على سبع قرى، على الرغم من أن وحدات حماية اللشعب استعادت قريتين. وفي اليوم نفسه، أُبلغ عن مقتل أول جندي تركي في القتال. وبحلول 23 يناير، كانت المكاسب الإقليمية للقوات الموالية لتركيا لا تزال «محدودة». ويقال إن كلا الجانبين ألحق خسائر عديدة ببعضهما البعض، بما في ذلك قائد رفيع المستوى في الجيش السوري الحر المدعوم من تركيا، وسط القتال كرًا وفرًا من أجل عدة نقاط إستراتيجية على الحدود. وفي غضون ذلك، فر حوالي 5،000 مدني من التقدم التركي في المناطق المتنازع عليها، وانتقلوا إلى المناطق الوسطى من منطقة عفرين.
في 27 يناير، وفي الحالة الأولى لهجوم انتحاري كردي على القوات التركية، أفيد بأن المقاتلة الكردية في وحدات حماية الشعب زلوخ حمو (المعروفة أيضا باسم «آفستا خابور») ألقت قنبلة يدوية على برج دبابة تركية، فدمرت الدبابة وقتلت جنديين تركيين وقُتلت هي نفسها. ووقع الهجوم المبلغ عنه أثناء القتال في قرية الحمام. وأنكرت القوات العسكرية التركية أن يكون أي جنود أتراك قد قتلوا أو أصيبوا في الحادث، وقالت أيضا إن هيمو فجرت نفسها بقنبلة يدوية في فمها.
في 28 يناير، حققت القوات الموالية لتركيا أول انتصار رئيسي لها بالاستيلاء على جبل برصايا الاستراتيجي بعد أن فشلت عدة هجمات سابقة على الجبل منذ 22 يناير بسبب المقاومة الكردية. ووفقا للتقارير الكردية، قام المقاتلون الأكراد مرة أخرى برد القوات التي تقودها تركيا من الجبل في اليوم التالي، على الرغم من أن تركيا شككت في ذلك، حيث قام القائد التركي الفريق إسماعيل متين تميل، الذي كان يقود العملية، بزيارة برصايا حسب التقارير.
في بداية فبراير، قيل إن بعض فصائل المعارضة التي تقاتل نيابة عن الجيش التركي انسحبت من عفرين من أجل قتال الجيش السوري.
في 6 شباط/فبراير، خرجت قافلة من الأجزاء الشرقية من شمال سوريا الخاضعة لسيطرة قوات سوريا الديمقراطية تحمل عناصرًا من وحدات حماية الشعب ووحدات مقاومة سنجار اليزيدية ووحدات حماية المرأة، وعبرت إلى أراضٍ تسيطر عليها الحكومة السورية ووصلت إلى مدينة عفرين، بعد موافقة دمشق. لم يكن عدد الجنود في القافلة واضحًا، لكن التقديرات تراوحت بين 500 و 5000. أفادت عدة تقارير بأن الاتفاق، وكذلك وقف الضربات الجوية التركية على منطقة عفرين مؤخرًا، قد تم التوافق حوله بعد انتشار القوات التركية في محافظة حلب وإسقاط مقاتلي المعارضة في محافظة إدلب لطائرة روسية من طراز Su-25 حلقت بالقرب من القوات التركية في 3 فبراير. كما قال قائد في القوات الموالية للحكومة السورية، إن الجيش السوري نشر دفاعات جوية وصواريخ مضادة للطائرات على الخطوط الأمامية القريبة من المواقع التركية، تستطيع تغطية أجواء الشمال السوري بما في ذلك عفرين. أفادت مصادر تركية أن روسيا أغلقت المجال الجوي السوري مؤقتًا أمام تركيا في ليلة 4 فبراير، من أجل تأسيس آلية دفاع إلكتروني ضد صواريخ الدفاع الجوي المحمولة التي أسقطت طائرتها في السابق. لكن بحسب التقرير، كانت لا تزال الطائرات المسيرة التركية قادرة على العمل في عفرين.
في 9 فبراير، أُعبد فتح المجال الجوي السوري أمام الطائرات التركية. وفي 10 فبراير، تحطمت مروحية هجومية تركية من طراز تي-129، وبحسب أردوغان والمرصد السوري لحقوق الإنسان وقوات سوريا الديمقراطية، فقد أُسطقت الطائرة. وقد أكد رئيس الوزراء التركي أن الطائرة قد أُسقطت، لكن الجيش التركي لم يذكر سبب التحطم وصرّح أنه يجري التحقيق. في 17 فبراير، شنّت قوات سوريا الديمقراطية هجومًا عبر الحدود على القوات التركية وحلفائها في قري خان. أفادت وسائل إعلام تركية عن إصابة جنديين تركيين وخمسة من عناصر الميليشيات الموالية لتركيا بجروح عندما تعرض مركز للشرطة للاستهداف بقذائف هاون في قري خان.

### دخول القوات الموالية للحكومة السورية
في 19 فبراير أفادت الوكالة العربية السورية للأنباء أن الحكومة السورية قد توصلت إلى اتفاق مع وحدات حماية الشعب في عفرين. وردّ وزير الخارجية التركي مولود جاويش أوغلو أنه يرحب بالقوات السورية «إذا أرادت محاربة وحدات حماية الشعب»، قائلًا: «إذا كان الأمر كذلك، فلا مشكلة. لكن إذا دخلوا [عفرين] لحماية وحدات حماية الشعب/حزب العمال الكردستاني، فلا أحد يستطيع إيقاف الجيش التركي». قال نوري محمود، المتحدث باسم وحدات حماية الشعب، إنهم دعوا القوات الموالية للحكومة السورية «للحفاظ على سوريا موحدة» لكنه أضاف أن القوات لم تصل بعد. لكنه عاد ونفى لاحقًا التوصل لاتفاق مع الحكومة في دمشق.
في 20 فبراير، صرح الرئيس التركي أردوغان أن تركيا أحبطت نشر محتمل لقوات موالية للحكومة السورية في منطقة عفرين بعد محادثات مع الرئيس الروسي فلاديمير بوتين. في غضون ذلك، قال وزير الخارجية الروسي سيرغي لافروف، إن الوضع في عفرين يمكن حله من خلال حوار مباشر بين دمشق وأنقرة. وفي اليوم نفسه، تمكنت الميليشيات الموالية لتركيا من ربط بلدة بلبل بمدينة أعزاز، بعد احتلالها قرية دير صوان.
لاحقًا وفي 20 فبراير، دخلت ميليشيات موالية للحكومة تسمّى «القوات الشعبية» إلى مدينة عفرين التي كانت لا تزال تحت سيطرة وحدات الشعب. أعلن لواء الباقر، وهو جزء من شبكة عسكرية تسمى «قوات الدفاع المحلي»، أنه سيقود القوات الشعبية في عفرين. دخلت قافلة من القوات الموالية للحكومة السورية المنطقة لدعم وحدات حماية الشعب الكردية، لكن القوات التركية قصفتها وأطلقت «طلقات تحذيرية».  ذكرت وكالة الأناضول أن القوات الموالية للحكومة السورية قد انسحبت 10 كيلومتر (6.2 ميل) من مدينة عفرين بسبب ذلك القصف. وأكدت الوكالة السورية للأنباء تورط المدفعية التركية، لكنها لم تذكر أي تراجع. وقال الرئيس أردوغان إن المدفعية التركية تصدت للميلشيات، مضيفًا أن القافلة تتكون من «إرهابيين» تصرفوا بشكل مستقل. وقال أيضا: «للأسف، هذا النوع من التنظيمات الإرهابية يقوم بخطوات خاطئة في القرارات التي يتخذها. لا يمكننا السماح بذلك. سوف يدفعون ثمنا باهظا».
في غضون ذلك، نفى الرئيس المشترك السابق لوحدات حماية الشعب، صالح مسلم محمد، وجود أي اتفاق سياسي مع الحكومة السورية، قائلًا إن الاتفاق عسكري بحت. أعلنت وسائل الإعلام الرسمية السورية في 21 فبراير، عن وصول المزيد من القوات الموالية للحكومة إلى عفرين. صرّح قائد في تحالف يقاتل لصالح الحكومة السورية بأن تلك القوات قد ردّت بعد تعرضها لهجوم من قبل المسلحين المدعومين من تركيا في الليلة السابقة.
بحلول 26 فبراير، تمكن الجيش التركي من إبعاد وحدات حماية الشعب من معظم الشريط الحدودي مع تركيا. أعلن نائب رئيس الوزراء بكير بوزداغ خلال النهار عن نشر قوات شرطة خاصة في عفرين من أجل خوض معركة جديدة. صرحت الحكومة التركية في 28 فبراير أن القرار الأخير الذي أصدرته الأمم المتحدة لوقف إطلاق النار في سوريا لا يشمل عفرين، وأن تركيا «لم تكن جزءًا من الصراع السوري». وفي اليوم التالي، أفاد المرصد السوري لحقوق الإنسان أن القوات التركية وحلفاءها سيطروا بشكل كامل على الحدود، وهو ما أكدته أيضًا وسائل الإعلام التركية. في غضون ذلك، كانت القوات التركية تقاتل للاستيلاء على بلدتي جنديرس وراجو.

### تطويق مدينة عفرين
ذكرت القوات المسلحة التركية في 1 مارس أن ثمانية جنود أتراك قتلوا، بينما أُصيب 13 في الاشتباكات. وذكر المرصد السوري لحقوق الإنسان أن الضربات الجوية التركية على قرية جاما قتلت 17 مقاتلاً من القوات الموالية للحكومة بين عشية وضحاها. وذكرت وكالة أنباء دوغان أن مروحية تركية كانت تنقل الجرحى قد اضطرت إلى العودة عندما تعرضت للإصابة. وبعد يومين، قُتل 36 من أفراد قوات الدفاع الوطني إثر غارات جوية تركية على معسكر في كفر جنة، بحسب المرصد السوري لحقوق الإنسان.
في 3 مارس، ادّعت الميليشيات الموالية لتركيا أنها استولت على بلدة راجو، وهي واحدة من المعاقل الرئيسية للأكراد في غرب عفرين. وأشارت التقارير إلى أن القوات التركية وحلفائها استطاعوا السيطرة على البلدة وهزيمة المدافعين عنها خلال ساعة. في المقابل قال المرصد السوري أن المعركة في البلدة لا تزال مستمرة، رغم استيلاء الميليشيات المدعومة من تركيا على 70٪ منها. أعلنت تلك الميليشيات كذلك السيطرة على ستِّ قرى، اثنتين منها في ناحية جنديرس، وكذلك جبل بافليون غرب أعزاز، مما حقق مكاسب سريعة في الأيام الأخيرة. في اليوم التالي، كانت بلدة راجو لا تزال تتعرض لقصف تركي مكثف وكان مسلّحو الجيش الحر يحاولون السيطرة بشكل كامل على المدينة. وأكدت قوات سوريا الديمقراطية دخول القوات الموالية لتركيا إلى البلدة واستمرار الاشتباكات داخلها في ساعات الصباح. وفي وقت لاحق من نفس اليوم، أفاد المرصد السوري أن تركيا قد استولت على أجزاء كبيرة من راجو، ودخلت القوات الموالية لها أيضًا إلى بلدة شيخ الحديد. وفي 5 مارس، أكد المرصد السوري لحقوق الإنسان أن القوات الموالية لتركيا قد احتلّت بلدة راجو بشكل كامل. بعد سيطرتها على راجو، استولت الميليشيات أيضًا على «السجن الأسود» سيء السمعة الذي يقع قُرب البلدة، والذي كان معروفًا أن وحدات حماية الشعب تستخدمه لسجن وتعذيب النشطاء الذين يعارضونها أو يعارضون الحكومة السورية.
في 6 مارس، أعلنت قوات سوريا الديمقراطية أنها قامت بنقل 1700 من جنودها المنتشرين على الخطوط الأمامية في وادي الفرات الأوسط في محافظة دير الزور، إلى عفرين. وخلال يومي 8 و 9 مارس، استطاع الجيش التركي مدعومًا من ميليشيا الجيش الوطني أن يسيطر على بلدة جنديرس، وعلى سد عفرين واستمر بالتقدم حتى وصلَ ضواحي مدينة عفرين. في 12 مارس، قطعت القوات التركية إمدادات المياه عن مدينة عفرين، كما قطعت خدمة الإنترنت عنها.
بحلول 13 مارس، أعلنت القوات التركية أنها تمكنت من محاصرة المدينة، وقد أكد ذلك لاحقًا المرصد السوري لحقوق الإنسان المتمركز في المملكة المتحدة. في اليوم التالي، قُتل سبع مدنيين في قصف تركي على مدينة عفرين. وقد قُتل ما بين ثمانية إلى عشرة جنود من القوات الموالية للحكومة السورية في غارة تركية جنوب المدينة.
بحلول ذلك الوقت، تحرك مقاتلو قوات سوريا الديمقراطية من مناطق أخرى إلى عفرين، جزء منهم انسحبوا من مواقعهم قرب جنديرس بعد فشلهم في الدفاع عن البلدة. كما انضم عشرات المتطوعين الدوليين، من أجل تعزيز القوات المتمركزة في عفرين وزيادة الدفاعات العسكرية. في منتصف مارس، وصلت مجموعات من المدنيين إلى عفرين من أجل تنظيم دروع بشرية تحسبًا للهجوم، بينما فرّ 2000 مدني من المدينة وسط تقدم للقوات التركية.

### الاستيلاء على مدينة عفرين
في 15 مارس، ازداد قصف المدفعية التركية للمدينة، مما أسفر عن مقتل 12 شخصا وإصابة 60 آخرين. تم الإبلاغ عن نقص في المواد الغذائية في المدينة، مع طوابير طويلة في المخابز. سمحت تركيا للناس بالخروج من المدينة عبر الطريق الوحيد المتبقي، مع خروج حوالي 10،000 شخص من المدينة. وبدأت تركيا في إسقاط المنشورات على المدينة في 15 مارس، وحثت المقاتلين الأكراد والمتحالفين على الاستسلام، وطلبت من المدنيين الابتعاد عن مواقع «الإرهابيين». واستمرت نيران المدفعية التركية في اليوم التالي، مما أسفر عن مقتل 16 شخصا آخرين. وفي الوقت نفسه، ذكرت وحدات حماية الشعب أن غارة جوية تركية أصابت المستشفى الرئيسي في المدينة - وهو المستشفى الوحيد الذي يعمل - مما أسفر عن مقتل 16 مدنيا. وكان المستشفى قد انهال عليه بالفعل سيل من الجرحى من المنطقة، هربا من التقدم التركي. لقطات طائرات بدون طيار التركية نشرت في اليوم التالي أظهرت المستشفى سليمة.
في 17 مارس، بدأت القوات التركية وقوات الجيش الحر هجومها البري على المدينة. واجهوا مقاومة خفيفة وتوغلوا في وسط المدينة. غادر معظم السكان، وبدلاً من الاشتباك مع القوات التركية، تراجعَ معظم جنود قوات سوريا الديمقراطية، ولم يتبق سوى وحدات مقاومة صغيرة. في 18 مارس، نشرت القوات المسلحة التركية صوراً من وسط المدينة، حيثُ بدت فارغة إلى حد كبير.  أطلقت القوات التركية في البداية النار على تمثال كاوه الحداد، وهو شخصية كردية أسطورية، في وسط المدينة، ثم قام الأتراك بإزالته عبر بجرافة، ورفعت الأعلام التركية في جميع أنحاء المدينة المحتلة. بعد استيلائها على المدينة لم تكن القوات التركية قد تكبدت إلا خسائر قليلة، ونفس الأمر لقوات سوريا الديمقراطية خلال عملية انسحابها. وكانت قوات سوريا الديمقراطية قد انسحبت إلى مناطق سيطرة الحكومة السورية، أو إلى مناطق شرق الفرات. صدرت أوامر قيادية لقوات سوريا الديمقراطية بالانسحاب، لكن رفضتها بعض الجيوب الصغيرك وبقيت لقتال الأتراك. قال المفوض السامي للأمم المتحدة لحقوق الإنسان زيد رعد زيد الحسين عن الاحتلال التركي للمدينة: «في مدينة عفرين التي احتلتها القوات التركية أمس، قُتل وجُرح العشرات من المدنيين بسبب الغارات الجوية والقصف البري، ومخاطر المتفجرات، وتشرّد الآلاف.»
بعد الاستيلاء على عفرين التي هجرها معظم سكانها، بدأ المقاتلون المدعومون من تركيا بسرقة المركبات والبضائع ونهب المنازل والشركات والمواقع السياسية والعسكرية. رداً على هذه الأحداث، أقام الجيش التركي والوحدات المتحالفة معه، بما في ذلك الشرطة العسكرية التابعة لما تسمّي نفسها «الحكومة السورية المؤقتة» نقاطًا للتفتيش أمام المدينة، واعتقلوا عدة لصوص.  تم حل بعض كتائب الفيلق الثالث التابع لميليشيا الجيش الحر بسبب مشاركتها في السرقات. وقد أعلنت ميليشيا الجبهة الشامية أنها فصلت 52 من عناصرها، بسبب اعتدائهم على ممتلكات المدنيين.

## الأحداث اللاحقة
بعد أن استولت القوات التركية والميليشيات الموالية لها على منطقة عفرين في أوائل عام 2018، بدأت في تنفيذ سياسة إعادة التوطين عن طريق نقل اللاجئين العرب من جنوب سوريا إلى منازل خالية تعرد للسكان المحليين الفارّين من المعركة.
بعد فترة وجيزة من السيطرة التركية على المدينة، أعلن متحدث باسم حزب الاتحاد الديمقراطي أن قوات سوريا الديمقراطية ستواصل قتال القوات الموالية لتركيا باستخدام تكتيكات حرب العصابات. وفي 4 مايو، أعلنت وحدات حماية الشعب أيضًا أنها ستستهدف أفراد عائلات مقاتلي المعارضة النشطين في منطقة عفرين، وكذلك اللاجئين الذين استوطنوا في المدينة. وفي أوائل صيف 2018، تأسست «غرفة عمليات غضب الزيتون» لمحاربة قوى الاحتلال التركي. لكن نفت وحدات حماية الشعب الانتماء لهذه المجموعة، التي تنشط في جميع المناطق السورية التي تسيطر عليها تركيا. بحلول مايو 2018، اندلع تمرد في منطقة عفرين، وأصبح مقاتلو وحدات حماية الشعب، وحلفاؤهم، يطلقون على أنفسهم اسم «صقور عفرين»، وبدؤوا تنفيذ عمليات قصف وكمائن واغتيالات ضد الجيش التركي والميليشيات الموالية له والمدنيين المتعاطفين معه.
في نوفمبر/تشرين الثاني 2018، أُعيد فتح المعبر الحدودي بين عفرين وتركيا.
في 18 نوفمبر 2018، شن الجيش التركي والفصائل المدعومة منه عملية ضد مجموعة تسمى «شهداء الشرقية» تضم حوالي 200 مقاتل اتُّهموا بالعصيان وارتكاب انتهاكات. قُتل محمود عزازي قائد المجموعة في 19 نوفمبر، ووقع مقاتلوها استسلامًا جماعيًا في نفس اليوم. وقد خلّفت الاشتباكات 25 قتيلًا.
في 28 أبريل 2020، أسفر تفجير في عفرين عن مقتل 40 شخصاً، بينهم 11 طفلاً  ولم تعلن أي جماعة مسؤوليتها. ألقت تركيا باللوم على وحدات حماية الشعب في الهجوم. وبحسب مدير المرصد السوري لحقوق الإنسان، فإن ستة مقاتلين موالين لتركيا على الأقل كانوا من بين القتلى في الانفجار، مع احتمال زيادة حصيلة القتلى. وقد أدّى التفجير إلى إصابة 47 شخصًا على الأقل. صرّح محافظ هاتاي الواقعة على الحدود التركية السورية أن الانفجار نتج عن تفخيخ صهريج وقود بقنابل يدوية. وكشف ناشطون سوريون عن أن العديد من الأشخاص، إلى جانب من حُشروا في سياراتهم، أصيبوا بحروق جراء الانفجار.